# 栗原信盛
栗原信盛（?—?），日本戰國時代的武將。甲斐武田氏家臣、譜代家老。父親被認為是栗原伊豆守信重。

## 生平
生年不詳。栗原氏是武田氏一族。栗原伊豆守在天正3年（1575年）與日向玄德齋、小山田昌盛一同被派遣至信濃國伊那郡的大島城。天正3年（1575年），參加長篠之戰，不過沒有戰鬥並逃走（『甲陽軍鑑』）。
天正10年（1582年）3月，在武田氏滅亡後，動向不明。同年6月，在本能寺之變後，各方勢力為了爭奪甲斐、信濃的武田遺領而爆發天正壬午之亂。此時，部份武田遺臣為了向三河國的德川家康發誓忠誠，寫成的天正壬午起請文中，有「栗原日向守昌次」和栗原眾26名同心的名字。同年11月2日，「栗原內記」得到家康保證本領栗原鄉，此人被推測是信盛的兒子兼栗原氏的當主。

## 外部連結
- 武家家伝＿栗原氏 （页面存档备份，存于）